# Hermann Adler (écrivain)
Pour les articles homonymes, voir Hermann Adler et Adler.
Hermann Adler, né le 2 octobre 1911 à Diószeg en Autriche-Hongrie et mort le 18 février 2001 à Bâle, est un écrivain allemand.

## Biographie
Issu d'une famille juive, Hermann Adler nait non loin de Presbourg et Posonie, dans un lieu où la population allemande était minoritaire. Il fréquente une école à Nuremberg, puis des séminaires d'enseignement juifs à Wurtzbourg et Wrocław. Il est ensuite employé dans une école pour personnes inadaptées en Basse-Silésie. Après la prise de pouvoir des Nazis, il fuit en 1934 en Tchécoslovaquie, en 1939 vers la Pologne, puis en 1940 vers la Lituanie, passant par Lviv, alors occupée par les Russes.
À la suite de l'invasion de l'Union Soviétique par les Allemands, il est interné au ghetto de Vilnius. Avec sa femme Anita Distler, il vit caché pendant plusieurs mois dans l'appartement de l'adjudant de la Wehrmacht Anton Schmid, afin d'échapper au génocide des Juifs. Schmid est exécuté en 1942 pour son aide apportée aux Juifs. En 1967, le réalisateur israélien Nathan Jariv tourna pour ZDF le film Feldwebel Schmid d'après un scénario écrit par Hermann Adler.
Adler assiste à Vilnius au massacre de la population du ghetto et peut finalement fuir à Varsovie, où il participe à la révolte du ghetto. Il est fait prisonnier et interné dans le camp de concentration Bergen-Belsen, où il est victime de l'expérimentation médicale nazie.
Après sa libération en 1945, Hermann Adler vit à Bâle et exerce la profession d'écrivain. Il contribue à des pièces radiophoniques et émissions de télévision.

## Œuvres
- (de) Hermann Adler, Gesänge aus der Stadt des Todes, Zurich, New-York, 1945
- (de) Hermann Adler, Bilder nach dem Buche der Verheißung, Bâle, Verlag der Jüdischen Rundschau Maccabi, 1950

## Distinctions
Hermann Adler a reçu plusieurs distinctions :
- 1947 : don d'honneur de la ville de Zurich ;
- 1969 : reconnaissance de DAG pour le film Feldwebel Anton Schmid ;
- 1991 : prix de littérature de la fondation zurichoise Steinberg.